# La Rue des amours faciles
Pour plus de détails, voir Fiche technique et Distribution.
La Rue des amours faciles (titre original : Via Margutta) est un film franco-italien réalisé par Mario Camerini, sorti en 1960.

## Synopsis
Le point central de ce drame du réalisateur Mario Camerini est la vie dans la Via Margutta, un quartier d'artistes à Rome, l'équivalent italien du Montmartre à Paris. Stefano (Gérard Blain) est un peintre talentueux, dévoué à son art mais pas nécessairement adroit ou intéressé par sa propre promotion. Contrairement à Stefano, d'autres artistes sont plus habiles à vendre leur personnalité d'artiste qu'à créer de l'art. Ce groupe hétéroclite de peintres est accompagné d'un galeriste homosexuel qui aide certains artistes du mieux qu'il peut. Les autres personnages qui errent dans le quartier vont d'une femme au grand cœur à un parasite égoïste. Ces personnes, apparemment joyeuses et décidées, interagissent de diverses manières pour tenter de se faire remarquer et devenir célèbres par tous les moyens, mais seul Stefano finit par obtenir la reconnaissance qui lui est due.

## Fiche technique
- Titre original : Via Margutta
- Réalisation : Mario Camerini
- Scénario : Franco Brusati, Mario Camerini, Ennio De Concini et Ugo Guerra
- Photographie : Leonida Barboni
- Musique : Piero Piccioni
- Montage : Giuliana Attenni
- Décors : Massimiliano Capriccioli et Dario Cecchi
- Costumes : Dario Cecchi
- Son : Mario Amari et Amedeo Casati
- Production : Gianni Hecht Lucari
- Pays de production :  Italie,  France
- Format :
- Genre : Comédie dramatique
- Durée : 93 minutes
- Dates de sortie : 
  - Italie : 16 août 1960
  - France : 13 juin 1962
  - États-Unis : 15 juillet 1963

## Distribution
- Antonella Lualdi : Donata
- Gérard Blain : Stefano
- Franco Fabrizi : Giosue
- Yvonne Furneaux : Marta
- Cristina Gaioni : Marisa Maccesi
- Spiros Focás : Marco Belli
- Claudio Gora : Pippo Cantigliani
- Corrado Pani : Giulio Nardi
- Alex Nicol : Bill Rogers
- Marion Marshall : Grace
- Wera Dekormos : Greta
- Barbara Florian : Carlotta
- Claudio Undari : Christie
- Marion Marshall : Grace
- Walter Brofferio : Giorgio
- John Francis Lane : Joe Freeman